# Synagoge (Wilejka)

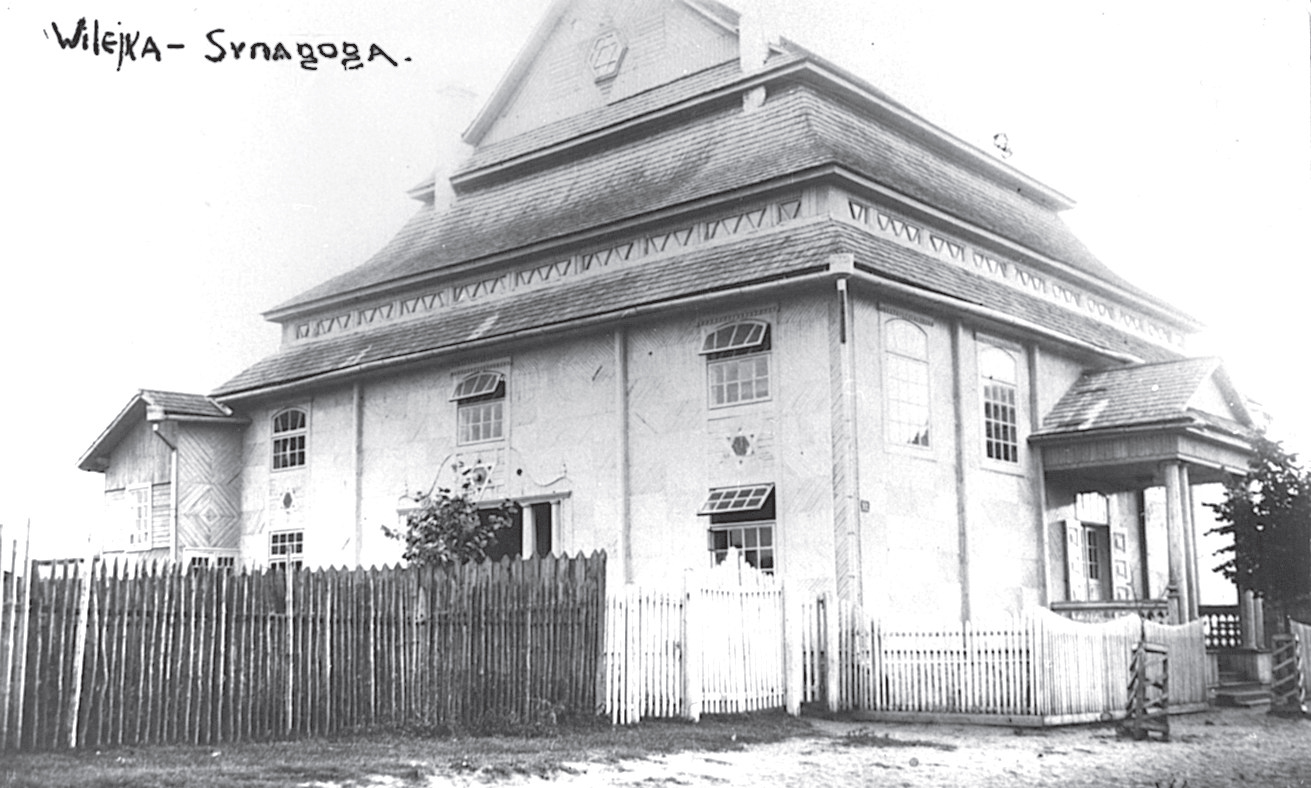
Synagoge in Wilejka (1930er Jahre)

Die Synagoge in Wilejka, einer belarussischen Stadt in der Minskaja Woblasz, wurde im 19. Jahrhundert errichtet. Die Synagoge wurde im Zweiten Weltkrieg zerstört.
In Wilejka war vor 1941 der Anteil der jüdischen Bevölkerung sehr hoch. Der überwiegende Teil der jüdischen Bevölkerung wurde von den deutschen Besatzern während des Holocausts ermordet.